# Еванстън
Еванстън (на английски: Evanston) е град в окръг Кук, щата Илинойс, САЩ. Намира се на брега на езерото Мичиган, на 25 километра северно от центъра на Чикаго.

## История
Селището е основано през 1836, а през 1863 става град и започва да се нарича Еванстън по името на Джон Еванс, основател на намиращия се в града Северозападен университет.

## Население
Населението на града през 2010 година е 74 486 души, от тях: 61,2 % – бели, 18,1 % – чернокожи, 9,0 % – латиноамериканци, 8,6 % – азиатци, 3,8 % – други. През 2017 г. населението на града се повишава до 74 756 жители (по приблизителна оценка).

## Известни личности
Родени в Еванстън
- Карлос Бърнард (р. 1962), актьор
- Сара Десен (р. 1970), писателка
- Джон Кюзак (р. 1966), актьор
- Гуин Шотуел (р. 1963), инженерка